# Vampiro psíquico
Vampiro psíquico ou vampiro energético no credo popular é uma pessoa ou entidade que alega alimentar-se da "energia vital" de outras criaturas vivas. O vampirismo psíquico está representado nas crenças ocultistas de várias culturas e na ficção. Não existe qualquer reconhecimento médico deste fenômeno ou consenso científico que o suporte.
Os termos usados para descrever a substância ou essência que os vampiros psíquicos retiram ou recebem de outros incluem: energia, ki, força vital, prana, e vitalidade.
O psicólogo clínico Albert Bernstein usa o termo "vampiro emocional" para descrever quem sofre de uma série de distúrbios de personalidade, muitas vezes visto como alguém que sorve a energia emocional dos outros.
O termo "vampiro energético" é também usado metaforicamente para descrever pessoas cuja influência deixa os outros com uma sensação de exaustão, com dificuldades de concentração ou em depressão, sem que o fenômeno seja atribuído a qualquer tipo de interferência psíquica.
O vampiro psíquico pode ser entendido pela psicologia, especialmente do ponto de vista psicanalítico, como uma influência inconsciente criada por um indivíduo a nível de humor e tendencias comportamentais sobre pessoas ao redor. Isto se daria através de mecanismos mútuos de projeção e transferência afetiva implícita entre as pessoas num nível inconsciente.
Esta perspectiva é melhor entendida pela psicologia analítica de Carl Gustav Jung, através do que é conhecido como teoria dos complexos. De uma forma geral, somos capazes de fazer leituras inconscientes do comportamento e estado de humor das pessoas ao nosso redor, e os complexos seriam formações inconscientes que podem guardar traumas e estruturas psíquicas conflitantes, que reverberam na forma implícita do comportamento e do humor de certos indivíduos. Seguiria a mesma perspectiva de uma pessoa alegre que consegue contaminar o ambiente com o seu humor, o "vampiro" psíquico agiria da mesma forma, porém por outro complexo. Jung demonstra que os complexos são ativados de forma constelada, isto é, quando há algum gatilho simbólico no ambiente, esta cadeia de sentimentos e afetos se projeta de forma proporcional na consciência alterando o estado de humor do indivíduo. O cérebro está a todo momento tentando se arranjar e adaptar seus estados emocionais e cognitivos às situações percebidas mesmo que subliminarmente ao nosso redor, e o mesmo não seria diferente com as pessoas chamadas "vampiros psíquicos". Basicamente, o efeito do "vampiro" só tem efeito porque algo dentro de nós de alguma forma ainda se "combina" ou concorda com o seu estado implícito, a isto Jung dá o nome de "sombra" conteúdos reprimidos, e não elaborados da nossa psique, que guarda complexos em todos nós.

## Características
A psicóloga e ocultista britânica Dion Fortune descreveu o parasitismo psíquico em relação ao vampirismo já em 1930, no livro Psychic Self-Defense. Fortune considerou que o vampirismo psíquico era uma combinação de patologias psíquicas e psicológicas, distinguindo entre aquilo que considerou ser verdadeiro vampirismo psíquico, e condições mentais capazes de produzir sintomas semelhantes, como a folie à deux e outros fenômenos do gênero.
O termo vampiro psíquico foi popularizado na década de 1960 por Anton LaVey e a sua Igreja de Satã. LaVey escreveu sobre o tema no seu livro The Satanic Bible, alegando ser o autor do termo. LaVey usou a expressão vampiro psíquico para descrever alguém espiritualmente ou emocionalmente fraco, que absorve energia vital a partir dos outros, ou uma entidade paranormal no interior de alguém come essas características, possibilitando a absorção psíquica de energia a partir dos outros. O escritor americano Adam Parfrey também atribui o termo a LaVey na introdução do seu livro The Devil's Notebook.
Os termos "vampiro energético" e "vampiro psíquico" têm sido usados como sinônimos um do outro na Rússia desde a queda da União Soviética como parte de um revivalismo ocultista.
Quando a energia envolvida é de natureza sexual, o vampirismo psíquico é conhecido como vampirismo sexual.

## Papel na moderna subcultura vampírica
O tema do vampirismo psíquico tem dominado as atenções dentro da moderna subcultura vampírica, manipulando-o de um modo já investigado por pesquisadores como Mark Benecke e A. Asbjorn Jon. Jon constatou que, tal como os vampiros psíquicos tradicionais, os membros da subcultura vampírica acreditam que são capazes de "depredar a força vital ou energia "prânica".

## Leitura complementar
- Frost, Brian J. (1989). The monster with a thousand faces: guises of the vampire in myth and literature. [S.l.]: Popular Press. ISBN 9780879724597